# 死亡敲門
在新闻业中，死亡敲门是指记者联系以及採訪与死者有密切关系的人，试图了解他们对死者的想法、評價和感受，并收集其他一些信息。
死亡敲门的做法通常被一些人指責，许多人认为这是不道德的，但它带来的曝光有时也被证明对失去亲人的人来说是一种安慰。
在英国，独立新闻标准组织制定了有关如何进行死亡敲门的指导方针。这些指导方针包括在死亡敲门时如何抱有同情心地採訪以及谨慎用詞。

## 互聯網
由于社交媒体的日益普及，许多记者现在事前準備死亡敲门时先利用互联网。记者经常会使用社交媒体平台查找死者或其亲人发布的照片和评论。
對於死亡敲门來說，使用互联网搜集死者資訊不仅方便，而且对记者来说压力也小得多。由于许多记者认为死亡敲门這一做法有些消极。尽管如此，這一做法依然受到批評，記者认为社交媒体属于公共领域，但其他人认为这是对死者及其亲人隐私的侵犯。社交媒体不仅因其不准确而经常受到批评，而且记者如果公開社交媒體上的信息還可能会对死者的家人造成伤害。许多家庭希望在亲人去世后记者能與自己直接联系，一旦他們发现未经他们同意記者就公開从社交媒体上搜集的信息，他们往往会感到憤怒。然而也有许多记者认识到死亡敲门的重要性，通常只会将從社交媒体搜集信息這一做法當作“最后的手段”。 